# Municipio de Contepec
El municipio de Contepec es uno de los 113 municipios en que se divide el estado mexicano de Michoacán. Situado al noreste, su cabecera es el pueblo de Contepec.

## Toponimia
El nombre «Contepec» proviene de dos vocablos de origen nahua: cómitl ‘olla’ y tépetl ‘cerro’.

## Geografía
El municipio de Contepec se encuentra localizado en el este del territorio estatal, en los límites con el estado de México y el estado de Querétaro. Tiene una extensión territorial de 381.725 kilómetros cuadrados que equivalen al 0.65 % de la extensión del estado.
Sus coordenadas geográficas extremas son 19°50′-20°5′ de latitud norte y 100°3′-100°21′ de longitud oeste, y su altitud va de un mínimo de 3200 a un máximo de 2100 metros sobre el nivel del mar.
Limita al norte con el municipio de Epitacio Huerta, al oeste y suroeste con el municipio de Maravatío y al sur con el municipio de Tlalpujahua. Al noreste limita con el estado de Querétaro, en particular con el municipio de Amealco de Bonfil y al este y sureste con el estado de México, específicamente con el municipio de Temascalcingo y el municipio de El Oro.

## Demografía
La población total del municipio de Contepec de acuerdo con el Censo de Población y Vivienda realizado en 2020, fue de 35 070 habitantes, de los que 16 938 son hombres y 18 131 son mujeres. Esto representa un crecimiento del 6.42 % de la población desde 2010 que era de 32 954.
La densidad de población ascendía a un total de 86.33 personas por km². La mayor parte de la población es mestiza, con mayorías blancas en poblados como Zaragoza y Contepec (cabecera municipal), así como mayorías indígenas en poblados como El Césped y Tepetongo.[cita requerida]

### Localidades
En el censo de 2020 el municipio de Contepec contaba con 78 localidades.
| Código INEGI      | Localidad                  | Población (2020) |
| ----------------- | -------------------------- | ---------------- |
| 160170001         | Contepec                   | 4 520            |
| 160170006         | Buenavista                 | 2 559            |
| 160170025         | Salto de Tepuxtepec        | 1 863            |
| 160170004         | Atotonilco                 | 1 775            |
| 160170034         | Tepetongo                  | 1 557            |
| 160170035         | Venta de Bravo             | 1 464            |
| 160170011         | El Césped                  | 1 443            |
| 160170037         | Zaragoza                   | 1 397            |
| 160170005         | Bravo                      | 1 217            |
| 160170016         | La Higuerilla              | 1 177            |
| 160170021         | Melchor Ocampo             | 1 156            |
| 160170002         | Agua Caliente              | 1 151            |
| 160170072         | Santa María de los Ángeles | 1 091            |
| Otras localidades | Otras localidades          | 12 700           |
| Total municipal   | Total municipal            | 35 070           |

## Política
El municipio fue creado por decreto del Congreso de Michoacán del 21 de enero de 1938.
El gobierno del municipio de Contepec le corresponde a su ayuntamiento, el cual está integrado por el presidente municipal, un síndico y el cabildo conformado por siete regidores, cuatro electos por mayoría relativa y tres por el principio de representación proporcional. Todos son electos mediante voto universal, directo y secreto para un periodo de cuatro años con posibilidad de ser reelectos por un único periodo inmediato.

### Representación legislativa
Para la elección de diputados locales al Congreso de Michoacán y de diputados federales a la Cámara de Diputados federal, el municipio de Contepec se encuentra integrado en los siguientes distritos electorales:
Local:
- Distrito electoral local de 3 de Michoacán con cabecera en Maravatío de Ocampo.[9]

Federal:
- Distrito electoral federal 3 de Michoacán con cabecera en Heroica Zitácuaro.